# Симфония № 1 (Гайдн)
Симфония № 1 ре мажор соч. 1 — симфония Йозефа Гайдна, написанная в 1759 году во время службы композитора капельмейстером в Унтерлукавице у графа Морцина. Считается первой хронологической симфонией Гайдна, хотя Роббинс Лэндон считал, что, возможно, симфонии № 2 или № 4 могли быть написаны раньше. На вступление к первой части определённое влияние оказала Мангеймская школа.
Состав оркестра: два гобоя (или флейты), две валторны, 2 скрипки, альт, генерал-бас (фагот, виолончель и клавесин).

## Структура
Симфония состоит из 3-х частей: 
1. Allegro. Presto (5 мин.)
2. Andante (6 мин.)
3. Finale. Presto (2 мин.)[1]

Приблизительная длительность: 13 минут. 

### Часть 1
Первая часть открывается Мангеймским crescendo, контрастным по отношению к более Австрийскому характеру всей симфонии.
Также в первой части новаторски использована партия альта, которая значительно отличается от линии генерал-баса.

### Часть 2
Во второй части духовые не используются. Интересны унисонные инструментальные «вскрики» forte. 

### Часть 3
Чрезвычайно коротка по длительности -- одна из самых коротких частей в симфонической музыке. 